# Iseilema
Iseilema is een geslacht uit de grassenfamilie (Poaceae). De soorten van dit geslacht komen voor in Australië.

## Soorten
Van het geslacht zijn de volgende soorten bekend: 
- Iseilema actinostachys
- Iseilema anthephoroides
- Iseilema arguta
- Iseilema argutum
- Iseilema calvum
- Iseilema ciliatum
- Iseilema convexum
- Iseilema dolichotrichum
- Iseilema eremaeum
- Iseilema filipes
- Iseilema fragile
- Iseilema holei
- Iseilema holmesii
- Iseilema hubbardii
- Iseilema jainiana
- Iseilema laxum
- Iseilema macrathera
- Iseilema macratherum
- Iseilema maculatum
- Iseilema membranaceum
- Iseilema minutiflorum
- Iseilema mitchellii
- Iseilema prostratum
- Iseilema schmidii
- Iseilema siamense
- Iseilema thorelii
- Iseilema trichopus
- Iseilema vaginiflora
- Iseilema vaginiflorum
- Iseilema venkateswarlui
- Iseilema wightii
- Iseilema windersii